# Karahundj
Karahundj è un comune di 1 303 abitanti (2010) della Provincia di Syunik in Armenia.